# Hanacpachap cussicuinin
Hanacpachap cussicuinin (aussi écrit Hanac pachap cussicuinin, ou encore en orthographe quechua moderne : Hanaq pachap kusikuynin ; et, en français : « Joie du Ciel »)  est un chant de procession écrit et composé par un étudiant Inca de Juan Pérez Bocanegra, faisant partie du rituel catholique péruvien du XVIIe siècle. Il constitue la première polyphonie publiée en langue quechua.

## Histoire
Hanacpachap cussicuinin apparaît pour la première fois dans le rituel publié par le frère franciscain Juan Pérez Bocanegra en 1631 et intitulé Ritual, formulario, e institución de curas. L'auteur du chant demeure anonyme, certaines sources pensant qu'il puisse s'agir du moine lui-même, d'autres qu'il puisse être l’œuvre d'un amérindien appartenant au chœur de la cathédrale de Lima.

## Description
Il s'agit d'un chant polyphonique pour quatre voix (soprano, alto, ténor et basse), avec une mélodie caractéristique de la musique sacrée de la Renaissance et un rythme proche de celui de la musique andine. Il se décompose en vingt couplets, mais seuls les deux premiers sont habituellement interprétés.
Les paroles sont une ode à la Sainte Vierge comportant de nombreuses métaphores sur l'amour et la nature propres à la culture quechua.

## Paroles
Hanacpachap cussicuinin,

Huaran cacta muchas caiqui.

Yupairuru pucocmallqui,

Runa cunap suyacuinin.

Callpannacpa quemicuinin, 

Huaciascaita.

Uyarihuai muchascaita

Diospa rampan Diospamaman 

Yurac tocto hamancaiman 

Yupascalla, collpascaita 

Huahuaiquiman suyuscaita 

Ricuchillai.

Chipchijcachac catachillai 

Punchau pussac quean tupa 

Cam huacyacpac, manaupa 

Queçaiquicta hamuiñillai 

Piñascaita quespichillai 

Susurhuana.

Ñocahina pim huanana 

Mitanmanta çananmanta 

Tecçe machup churinmanta. 

Llapa yallec millaimana 

Muchapuai yasuihuana 

Huahuaiquicta.

Vequecta ricui pinquicta 

Çucai çucai huacachacman 

Sonco queve putichcacman 

Cutirichij ñauijquicta 

Ricuchihuai uyayquicta 

Diospamaman.

Hanacpachap callasanan 

Canchac punchau tutayachec 

Quilla pacsa raurayachec 

Angelcunap cochocunan 

Hinantimpa rirpucunan 

Cauçac pucyu.

Capacmanta mirac suyu 

Capaccunap capacnimpa 

Ñaupamanta huachacninpa 

Gracia sococ, aclla puyu 

Campim suyan tecçe muyu 

Dioscusichec.

Cori huantu Diospurichec 

Huc simihuan huñilpalla 

Dios churicta chaipachalla 

Vicçaiquipi runacachec 

Ucuiquipi cainacachec, 

Runapmarcan.

Huaina huallpap cussip marcan 

Pucarampa quespi puncun 

Ahuascaiquim, yupai uncun 

Camtam alluecpac acllarcan 

Quiquijquipitac munarcan 

Runa caita.

Usachipuai cauçaita

Purum tazque hupaicuihua 

Dios çiçac inquill huihua 

Maimantañach, Acoyaita 

Ussachijman, cam mamaita 

Catachilla.

Canchac raurac, çuma quilla

Checan punchaupa çecainin

Hinantimpa suyacuinin,

Cammillacpac choqueilla

Mana yauyac panpaquilla

Diospallactan.

Camman Coya pillam pactan 

Tucui sanctocunamanta 

Llapa Angelcunamanta 

Çupaipa umanta huactan 

Allpahuan tupucta tactan 

Sutillaiqui.

Ñucñu ruruc chunta mallqui 

Runacunap munai callcha 

Pucai pucai çumacpallcha 

Sutarpu tucuchec callqui 

Titu huachec ñauillaiqui 

Quespi huampu.

Cammicanqui Capac tanpu 

Mai maicamapas uyaylla 

Catequeiquipac munailla 

Hatun soncopas hairampu 

Cumuicoccunapac llanpu 

Huacchaicuya.

Vichcaicusa cussi muya 

Capac yayap cainacuna 

Yupai tica, acllacuna

Iesus puricchec uruya 

Pillco chantac canchac cuya 

Suyacuncai.

Çapallaiquin quemicuncai 

Canqui mama, caipachapi 

Ña huanuptij hucpachapi 

Cussicuiman tatquicuncai 

Cochocuiman yaycuicuncai. 

Capac puncu.

Animaita uturuncu

Callu llullmijhuan llullaspa 

Pallco cauçaiman pupaspa 

Muyupuan chuncu chuncu 

Chaiñam maihuac intuicuncu. 

Huantuncampac.

Huacha çupai ayquencampac 

Yanapahuai callpaiquihuan, 

Hinaspari huahuaiquihuan

Cai huacchaiquip cainancampac 

Mana tucoc cauçancanpac. 

Athauchahuai.

Cori collca, collquechahuai 

Titu yachac, huacaichanca 

Capac micui aimuranca 

Muchuncaita, amachahuai. 

Allin caipiça machihuai. 

Quespincaipac.

Gloria cachun Dios yayapac 

Dios churipac hinallatac 

Sancto Espiritu pac huantac 

Cachun gloria, viñaillapac 

Cauçaicunap, cauçainimpac 

Cussicachun. Amen.

## Essai de traduction en français des deux premières strophes
Version originale en quechua moderne:
Hanaq pachap kusikuynin 

Waranqakta much'asqayki

Yupay rurupuquq mallki

Runakunap suyakuynin

Kallpannaqpa q'imikuynin

Waqyasqayta.

Uyariway much'asqayta

Diospa rampan Diospa maman

Yuraq tuqtu hamanq'ayman

Yupasqalla, qullpasqayta

Wawaykiman suyusqayta

Rikuchillay.

Transposition en français :

Joie du ciel,                                                  

Je te donne mille baisers,      

Arbre qui disperse de nombreuses semences, 

Espérance des humains, 

Soutien de qui n’a pas de force,

que j’appelle.

Écoute-moi, toi que j’embrasse                                                              

Toi qui portes Dieu, mère de Dieu                                        

A l’hamancay (nom d'une fleur des Andes) aux blanches ailes

L'unique (???),                              

Montre seulement ce que j’ai partagé à ton Fils (ou: Montre seulement à ton Fils ce que j’ai partagé).

## Discographie
- Version intégrale sur le disque Fire burning in snow : Baroque Music from Latin America par l'ensemble Ex Cathedra (en) dirigé par Jeffrey Skidmore (en) chez Hyperion Records, 2007.
- Autre version saillante, celle de Jordi Savall, avec son ensemble La Capella Reial De Catalunya et Hespèrion XXI dans son disque Villancicos y danzas criollas de la Iberia antigua al Nuevo Mundo (« Villancicos —chants de Noël espagnols traditionnels— et danses créoles de l'Ibérie antique au Nouveau Monde », label: Alia Vox, 2004, (ASIN B0000E64U4), sous le titre Ritual Formulario: Hanacpachap Cussicuinin (Bocanegra), [plage n°5, 5 min 08 s][6].
- Autre enregistrement de référence par l'Ensemble Elyma avec la Schola Cantorum Cantate Domino dirigés par Gabriel Garrido dans l'album Corpus Christi à Cusco chez Phaia Music en 2017 (ASIN B074WMFL9K), [plage n°5, 7 min 37 s][7].
- Autre enregistrement  à noter par SAVAE (le San Antonio Vocal Arts Ensemble), dans l'album Angelic Voices Chill Pill (25 Tracks of Soothing Sacred Choral Vocals) chez Chill Pill Music en 2014 (ASIN B00MQCHS64), [plage n°5 encore, incomplet (3 min 31 s), mais a capella, avec une rythmique indienne bien marquée][8].
- Enfin un enregistrement par l'ensemble La Chimera, mêlant instruments andins autochtones et instruments anciens, avec le kéniste Luis Rigou, Barbara Kusa, Eduardo Egüez et la Coral de Cámara de Pamplona dans leur disque Misa de Indios, Label : La Música (2014)[9].